# Brněnský řízek

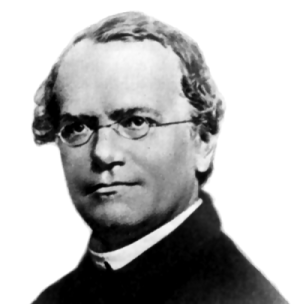
Gregor Mendel, v Brně působící vědec, na jehož počest byl pravděpodobně pojmenován brněnský řízek

Brněnský řízek je druh řízku, typický pro českou kuchyni. Základem je, jako u jiných řízků, naklepané osolené a opepřené plátky masa (nejčastěji vepřového). Tyto plátky jsou plněny směsí z vajec, nakrájené šunky a hrachu. Někdy se přidávají také další suroviny, například sýr nebo paprika. Řízek se poté obalí v trojobalu a smaží se.

## Název
Původ názvu není známý, ale nejčastěji přijímaná teorie hovoří o spojitosti s Gregorem Mendelem, který právě v Brně prováděl genetické pokusy s hrachem, přičemž hrách je jednou z hlavních surovin používaných během přípravy brněnského řízku.